# Phú Lâm, Đồng Nai
Phú Lâm là một xã vùng sâu thuộc tỉnh Đồng Nai, Việt Nam. Xã nằm trên quốc lộ 20 giáp với thị trấn Ma Đa Guôi của huyện Đạ Huoai thuộc tỉnh Lâm Đồng.
Xã có diện tích 6,14 km², dân số năm 1999 là 14023 người, mật độ dân số đạt 215 người/km².

## Hành chính
Xã Phú Lâm được chia thành 5 ấp: Phương Lâm, Phương Mai, Phương Mai 1, Thanh Thọ, Thanh Thọ 3.

## Lịch sử
Trước năm 2016, xã Phú Lâm được chia thành 9 ấp: Phương Lâm 1, Phương Lâm 2, Phương Lâm 3, Phương Mai 1, Phương Mai 2, Phương Mai 3, Thanh Thọ 1, Thanh Thọ 2, Thanh Thọ 3.
Ngày 11 tháng 8 năm 2017, Uỷ ban Nhân dân tỉnh Đồng Nai ban hành Quyết định 2817/QĐ-UBND, trong đó:
- Thành lập ấp Phương Lâm trên cơ sở ấp Phương Lâm 1, ấp Phương Lâm 2 và ấp Phương Lâm 3.
- Thành lập ấp Phương Ma trên cơ sở ấp Phương Mai 2 và ấp Phương Mai 3.
- Thành lập ấp Thanh Thọ trên cơ sở ấp Thanh Thọ 1 và ấp Thanh Thọ 2.